# Кутин (Ровненская область)
Кутин (укр. Кутин) — село в Локницкой сельской общине Варашского района Ровненской области Украины.
До 2020 года входило в Заречненский район.
Население по переписи 2001 года составляло 482 человека. Почтовый индекс — 34032. Телефонный код — 3632. Код КОАТУУ — 5622281601.